# Смокиня
 Тази статия е за растението.  За къмпинга в Югоизточна България вижте Смокиня (къмпинг).  
Обикновената смокиня (Ficus carica) е дърво или храст и е разпространена в Средния Изток и цялото Северно и Южно Средиземноморие (от Афганистан до Португалия и Мароко).
Успешно вирее и в България – най-добри условия за това има в Пазарджишко-Пловдивското и Санданско-Петричкото поле, както и по Южното Черноморско крайбрежие. Едни от най-известните в страната сортове са Мичуринска 10, Поморийска 24 (Verdino, Verte, Green Ischia), Брънсуик/Брънзуик (Brunswick, Magnolia) и други.
Смокинята се споменава в Библията под името смоковница, например в Притчата за безплодната смоковница (Лука 13:6–9), Матей 21:19 и Битие 3:7.

## Описание
Растението израства до 3 – 10 m височина и има гладка сива кора. Листата на смокинята се сменят и са 12 – 25 cm дълги и 10 – 18 cm широки. Каучуковият сок, който изтича от стъблото и клоните на дървото дразни човешката кожа.
Плодът, наричан също смокиня, е 3 – 5 cm дълъг, на цвят зелен, когато е неузрял, и с различни цветове, когато е узрял (зелен, жълт, кафяв, виолетов, черен и черен със синкав оттенък). 

## Отглеждане
Растението не е взискателно към условията на средата, издържа на горещини и бедни почви, което го прави лесно за отглеждане. За да дава качествена реколта са необходими благоприятни условия - местоположение (поне 8 часа пряко слънчево греене, защита от вятър в студени райони), наторяване и поливане при суша. Повечето сортове издържат на студ до около -18 градуса по Целзий. Издръжливостта на студ зависи от много фактори - сорт, състояние на растението, местоположение и т.н.
След засаждане, в процеса на растеж, в основата на фиданките се образуват издънки. Излишните се махат или се оставят 2 – 3 броя при храстовидна формировка. Да се отглежда смокинята във вид на храст е удобно. Резитбата се прави на 2 пъти – през есента се махат клоните, които не могат да се покрият. През пролетта, след разкриването на храста, изгнилите се изрязват, тогава се извършва прореждане. Растението се повдига от земята, клоните се разпределят равномерно и се връзват на подпора.
Според нуждата от опрашване, смокините се делят на 3 типа - обикновена (Common), Смирна и Сан Педро.:
- Смокините от тип Смирна, формират плод, само след опрашване от бластофага (Blastophaga - смокинова оса), за което е необходима мъжка смокиня, в която се развива насекомото. Цветовете на смокинята са вътре в плода. Ако цветовете не бъдат опрашени, те не се развиват в плод и окапват. Типични сортове от типа Смирна са Черна Бурса, Султана на Марабу (Sultane de Marabout) и масово ползваните за сушене Sari Lop.
- Смокините от Common тип дават плодове, без нужда от опрашване от оси Бластофага. При някои сортове (напр. Кадота) има разлика в характеристиките на опрашените и неопрашените плодове.
- Съществува трети тип смокини, наречени Сан Педро. По същество, те са смокини от тип Смирна, но дават и първа реколта, наречена бреба, която се развива без опрашване. За основната реколта е необходимо задължително опрашване, за да дадат плод. Типичен представител на този сорт е Кралят на пустинята (Desert King).

## Приложение
Пресните смокини съдържат: от 68 до 82% вода; от 0,18 до 0,47% плодови киселини; 14 до 23,0% захари, от които – 13 до 21,0% монозахариди (глюкоза и фруктоза); пектин – от 1,3 до 2,5%; минерални вещества (окиси): калий – 303 мг%, калций – 53 мг%, магнезий – 22 мг%, фосфор -36 мг%, сяра – 10 мг%, манган.
Сушените смокини са с променен състав: вода – от 21 до 26%; плодови киселини – от 0,38 до 0,58%; захари – от 48 до 60%, от които монозахариди – от 48 до 56,0%; пектин; белтъчини -3,6%; минерали – калий – 964 мг%, калций – 162 мг%, фосфор – 116 мг%, магнезий – 71 мг% и др. Те съдържат и много полезни витамини: В1, В2, РР, Е и значително количество оксалова киселина – 100 мг%.
Почти всеки сорт има специфичен вкус и аромат. За разграничаване са се наложили три основни типа вкусов профил - захар (Celeste, Brunswick), мед (Dottato/Kadota) и множество „плодови“ нюанси (грозде, горски плодове и т.н).
С богатото си съдържание на калий и захари смокинята е и добро лечебно средство при сърдечно-съдови заболявания, повишено кръвно налягане и отоци. Желязото и манганът в смокинята са полезни при анемия. Смокинята действа и леко слабително, поради което се използва и против запек: сушени смокини, накиснати в дървено масло, които се ядат сутрин на гладно.